# レジナルド・プレシアード
レジナルド・プレシアード（Reginald Preciado、2003年5月16日 - ）は、パナマのチリキ県ボケロン出身のプロ野球選手（遊撃手）。右投両打。MLBのシカゴ・カブス傘下所属。

## 経歴
2019年にアマチュア・フリーエージェントでサンディエゴ・パドレスと契約してプロ入り。契約金は130万ドル。この年は傘下のマイナーリーグの試合に出場しなかった。
2020年は新型コロナウイルスの影響でマイナーリーグの試合が開催されず、2年連続で公式戦への出場がなかった。オフの12月29日にダルビッシュ有、ビクター・カラティーニとのトレードで、ザック・デイビーズ、オーウェン・ケイシー、イスマエル・メナ、イェイソン・サンタナと共にシカゴ・カブスへ移籍した。
2021年に傘下のルーキー級アリゾナ・コンプレックスリーグ・カブスでプロデビューし、34試合に出場して打率.333、3本塁打、25打点の成績を記録した。